# Orléat
Cet article possède un paronyme, voir Orléans.
Orléat est une commune française, située dans le département du Puy-de-Dôme en région Auvergne-Rhône-Alpes près de Thiers.

## Géographie

### Lieux-dits et écarts
La commune est séparée en deux parties, l'une où se trouve le bourg (mairie, église, commerce, etc.), la deuxième située à 2 km plus à l'est, au bord de la rivière Dore ; elles sont séparées par la plaine de Bournat.
La partie orientale, qui comprend les Pinèdes et Pont-Astier, a connu le plus fort développement depuis 25 ans. Elle est dotée d'un pôle médical situé sur la place Saint David, en hommage à la ville de St David's au Pays de Galles, avec laquelle Orléat est jumelée, ainsi que d'un groupe scolaire. La base de loisirs de la commune y est implantée : camping trois étoiles, mini-golf, restaurants, piscines, terrains de tennis, beach-volley, football.
Les Girauds-Faure(s) sont un village situé à l'ouest de la commune. À proximité se trouve la dune continentale, connue pour son intérêt géologique et biologique.
| Bulhon | Crevant-Laveine    | Dorat        |
|        | Orléat             | Thiers       |
| Lezoux | Saint-Jean-d'Heurs | Peschadoires |

### Climat
Pour des articles plus généraux, voir Climat d'Auvergne-Rhône-Alpes et Climat du Puy-de-Dôme.
En 2010, le climat de la commune est de type climat océanique dégradé des plaines du Centre et du Nord, selon une étude du Centre national de la recherche scientifique s'appuyant sur une série de données couvrant la période 1971-2000. En 2020, Météo-France publie une typologie des climats de la France métropolitaine dans laquelle la commune est exposée à un climat de montagne ou de marges de montagne et est dans la région climatique  Nord-est du Massif Central, caractérisée par une pluviométrie annuelle de 800 à 1 200 mm, bien répartie dans l’année. 
Pour la période 1971-2000, la température annuelle moyenne est de 11,1 °C, avec une amplitude thermique annuelle de 16,4 °C. Le cumul annuel moyen de précipitations est de 805 mm, avec 9,4 jours de précipitations en janvier et 7,4 jours en juillet. Pour la période 1991-2020, la température moyenne annuelle observée sur la station météorologique de Météo-France la plus proche, « Courpière », sur la commune de Courpière à 15 km à vol d'oiseau, est de 11,8 °C et le cumul annuel moyen de précipitations est de 876,9 mm,. Pour l'avenir, les paramètres climatiques de la commune estimés pour 2050 selon différents scénarios d'émission de gaz à effet de serre sont consultables sur un site dédié publié par Météo-France en novembre 2022.

## Urbanisme

### Typologie
Au 1er janvier 2024, Orléat est catégorisée commune rurale à habitat dispersé, selon la nouvelle grille communale de densité à sept niveaux définie par l'Insee en 2022.
Elle est située hors unité urbaine. Par ailleurs la commune fait partie de l'aire d'attraction de Clermont-Ferrand, dont elle est une commune de la couronne,. Cette aire, qui regroupe 209 communes, est catégorisée dans les aires de 200 000 à moins de 700 000 habitants,.

### Occupation des sols
L'occupation des sols de la commune, telle qu'elle ressort de la base de données européenne d’occupation biophysique des sols Corine Land Cover (CLC), est marquée par l'importance des territoires agricoles (75,7 % en 2018), en diminution par rapport à 1990 (79,9 %). La répartition détaillée en 2018 est la suivante : 
zones agricoles hétérogènes (54 %), prairies (20,9 %), forêts (16,8 %), zones urbanisées (6,3 %), mines, décharges et chantiers (1 %), terres arables (0,8 %), milieux à végétation arbustive et/ou herbacée (0,1 %). L'évolution de l’occupation des sols de la commune et de ses infrastructures peut être observée sur les différentes représentations cartographiques du territoire : la carte de Cassini (XVIIIe siècle), la carte d'état-major (1820-1866) et les cartes ou photos aériennes de l'IGN pour la période actuelle (1950 à aujourd'hui).

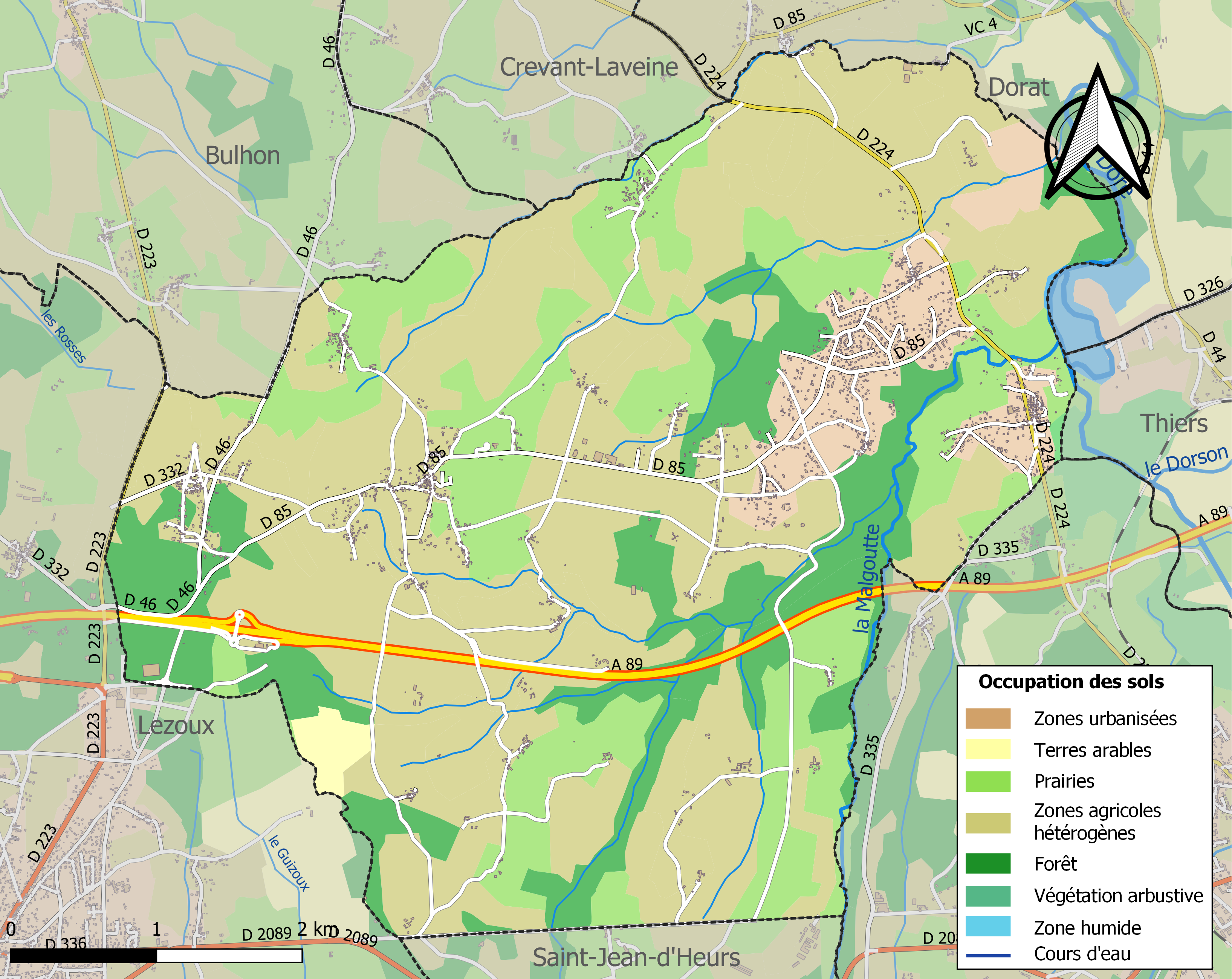
Carte des infrastructures et de l'occupation des sols de la commune en 2018 (CLC).

## Toponymie
Le toponyme Orléat renvoie à un personnage d'époque gallo-romaine du nom d'Aurelius (anthroponyme latin), sans doute propriétaire d'une villa sur ce terroir ; c'est un type de formation toponymique très répandu, avec le suffixe -acum qui a évolué vers -at en contexte auvergnat. On trouve Orleaco vers 1112.

## Histoire
Sous l'Ancien Régime, le territoire de la commune comprenait plusieurs seigneuries : Orléat, La Forest, Le Miral, Chasssignol, Pasmoulet, Pont-Astier ou Pont-Allier, qui a appartenu à Charles-Antoine-Claude de Chazerat, intendant d'Auvergne, Les Roches.
À Pont-Astier existait un bac sur la Dore, qui était accroché à un câble traversant la rivière ; il a fonctionné jusqu'au milieu du XXe siècle.

## Politique et administration

### Liste des maires
| Période                                  | Période                    | Identité                 | Étiquette  | Qualité                                                                                                   |
| ---------------------------------------- | -------------------------- | ------------------------ | ---------- | --- |
| Les données manquantes sont à compléter. |                            |                          |            | |
| 1805                                     | 1806                       | Annet Mondanel           |            | Propriétaire                                                                                              |
|                                          |                            | Durand Joberthon         |            | Propriétaire                                                                                              |
| 1945                                     | 1971                       | Jean-Baptiste Obstancias |            | |
| 1971                                     | 1974                       | Jean-Paul Fayard         |            | |
| 1974                                     | 1979                       | André Garmy              |            | |
| 1979                                     | 1988                       | Jacques Brisson          |            | |
| 1988                                     | juin 1995                  | Lucien Mezy              |            | |
| juin 1995                                | mars 2014                  | Paul Alibert             | ? puis UMP | Retraité                                                                                                  |
| mars 2014 (réélue en 2020)               | En cours (au 28 août 2020) | Élisabeth Brussat,       | ? puis LR  | 6e vice-présidente de la communauté de communes Entre Dore et Allier (depuis 2014) Présidente depuis 2020 |

## Population et société

### Démographie
L'évolution du nombre d'habitants est connue à travers les recensements de la population effectués dans la commune depuis 1793. Pour les communes de moins de 10 000 habitants, une enquête de recensement portant sur toute la population est réalisée tous les cinq ans, les populations de référence des années intermédiaires étant quant à elles estimées par interpolation ou extrapolation. Pour la commune, le premier recensement exhaustif entrant dans le cadre du nouveau dispositif a été réalisé en 2004.

En 2022, la commune comptait 2 236 habitants, en évolution de +4,53 % par rapport à 2016 (Puy-de-Dôme : +2,1 %, France hors Mayotte : +2,11 %).
| 1793 | 1800  | 1806  | 1821  | 1831  | 1836  | 1841  | 1846  | 1851  |
| ---- | ----- | ----- | ----- | ----- | ----- | ----- | ----- | ----- |
| 960  | 1 141 | 1 129 | 1 229 | 1 164 | 1 234 | 1 238 | 1 273 | 1 256 |

| 1856  | 1861  | 1866  | 1872  | 1876  | 1881  | 1886  | 1891  | 1896  |
| ----- | ----- | ----- | ----- | ----- | ----- | ----- | ----- | ----- |
| 1 185 | 1 162 | 1 198 | 1 281 | 1 332 | 1 358 | 1 398 | 1 319 | 1 322 |

| 1901  | 1906  | 1911  | 1921  | 1926  | 1931 | 1936 | 1946 | 1954 |
| ----- | ----- | ----- | ----- | ----- | ---- | ---- | ---- | ---- |
| 1 286 | 1 248 | 1 206 | 1 079 | 1 028 | 989  | 893  | 813  | 705  |

| 1962 | 1968 | 1975  | 1982  | 1990  | 1999  | 2004  | 2006  | 2009  |
| ---- | ---- | ----- | ----- | ----- | ----- | ----- | ----- | ----- |
| 675  | 757  | 1 050 | 1 397 | 1 569 | 1 623 | 1 780 | 1 811 | 2 010 |

| 2014  | 2019  | 2022  | - | - | - | - | - | - |
| ----- | ----- | ----- | - | - | - | - | - | - |
| 2 100 | 2 192 | 2 236 | - | - | - | - | - | - |

### Manifestations culturelles et festivités
Le Festival Couleur-Automne se déroule sur un week-end au mois de septembre et attire des artistes reconnus : Cao Bei-An, Wen Ming-Xin venus de Chine mais également des artistes indiens. En 2011, pour les 10 ans du festival, le nombre de visiteurs a dépassé les 4.000[réf. nécessaire]. Depuis l'édition de 2011, la section sculpture présente une sculpture monumentale.

## Culture locale et patrimoine

### Lieux et monuments
- L'église romane et ses fresques.
- Dune continentale, au nord du village des Girauds-Faure. Ce site, d'un type unique en Auvergne, intégré dans le réseau Natura 2000 (site « Plaine des Varennes »), présente un grand intérêt à la fois sur le plan géologique et sur le plan biologique. Il a été formé il y a 20 millions d'années là où se trouvait la confluence de l'Allier et de la Dore. Ce milieu particulier présente des pelouses ouvertes à Corynéphores et abrite des hyménoptères prédateurs comme on en trouve sur les dunes littorales, ainsi que le Guêpier d'Europe[19].